# Théâtre Montcalm
 (octobre 2023).
Si vous disposez d'ouvrages ou d'articles de référence ou si vous connaissez des sites web de qualité traitant du thème abordé ici, merci de compléter l'article en donnant les références utiles à sa vérifiabilité et en les liant à la section « Notes et références ».
Pour les articles homonymes, voir Montcalm.
Le Théâtre Montcalm (anciennement le Théâtre Rosemont de 1927 à 1966) était un cinéma à Montréal au Québec (Canada).

## Localisation
Sis sur la rue Masson, le théâtre figurait parmi les seuls cinémas de Rosemont à son ouverture le 9 avril 1927,.

## Historique

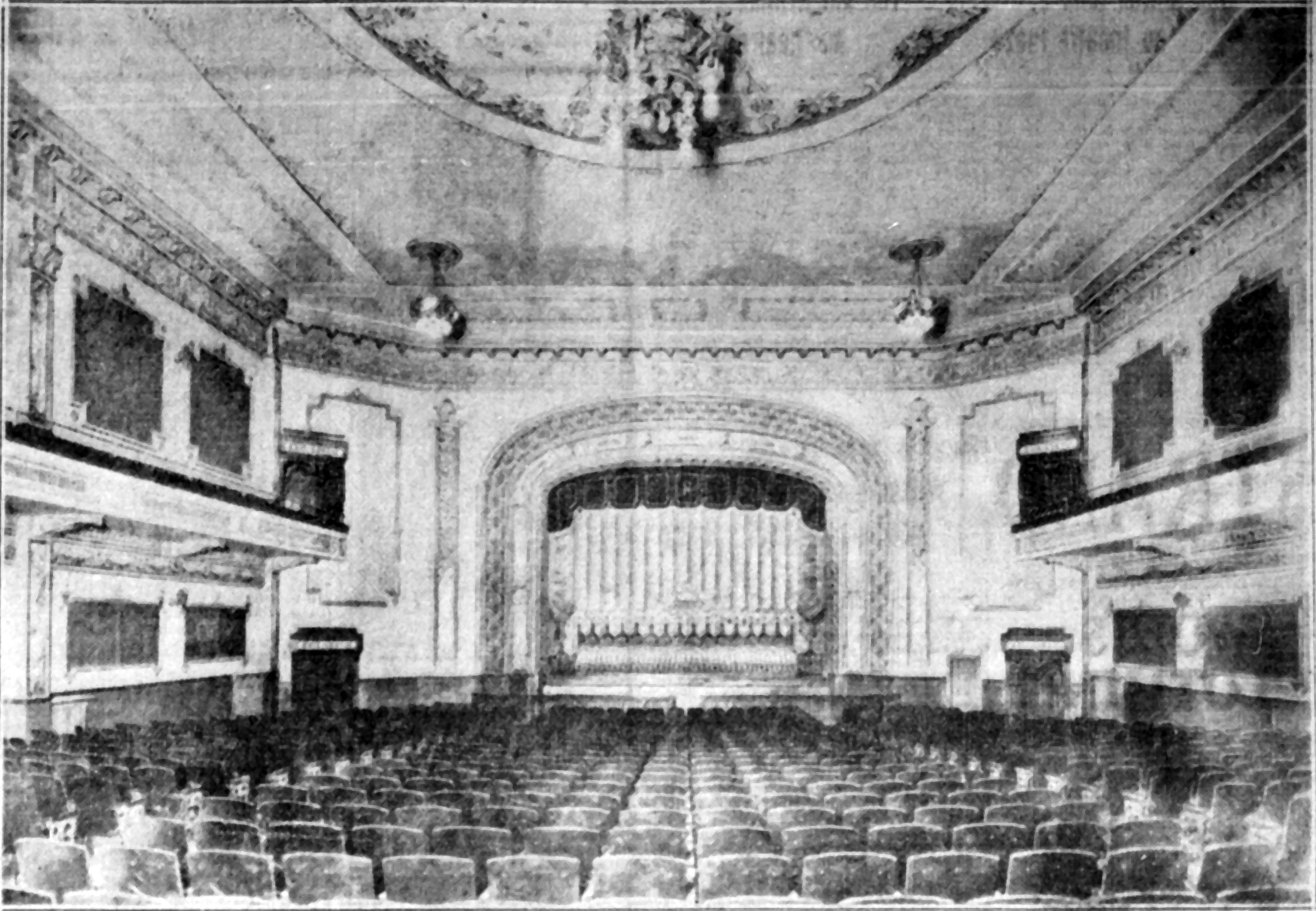
L'intérieur du Théâtre Rosemont en 1927.

Le théâtre est conçu par l'architecte Émile Gobet ; sa conctruction est financée par l'entrepreneur George Ganetakos
Il était exploité par United Amusements jusqu'à sa réouverture par Odeon Theatres le 11 mars 1966 sous la bannière Montcalm Theatre. Celui-ci a fermé définitivement en 1971.
L'immeuble est reconverti, d'abord en un grand magasin (1972-1977), par la suite en un bureau du Centre communautaire juridique de Montréal (1980-), suivi d'une clinique avant de finalement accueillir une pharmacie (1984-2001 ; celle-ci s'appelait Pharmacie Cadieux (Pharmapop) avant d'être acquise par le Groupe Jean Coutu en 1987) et un Énergie Cardio. L'enseigne Jean Coutu déménagera en face alors qu'Énergie Cardio occupe encore le premier étage à ce jour[Quand ?].